# Übersetzerhaus Looren

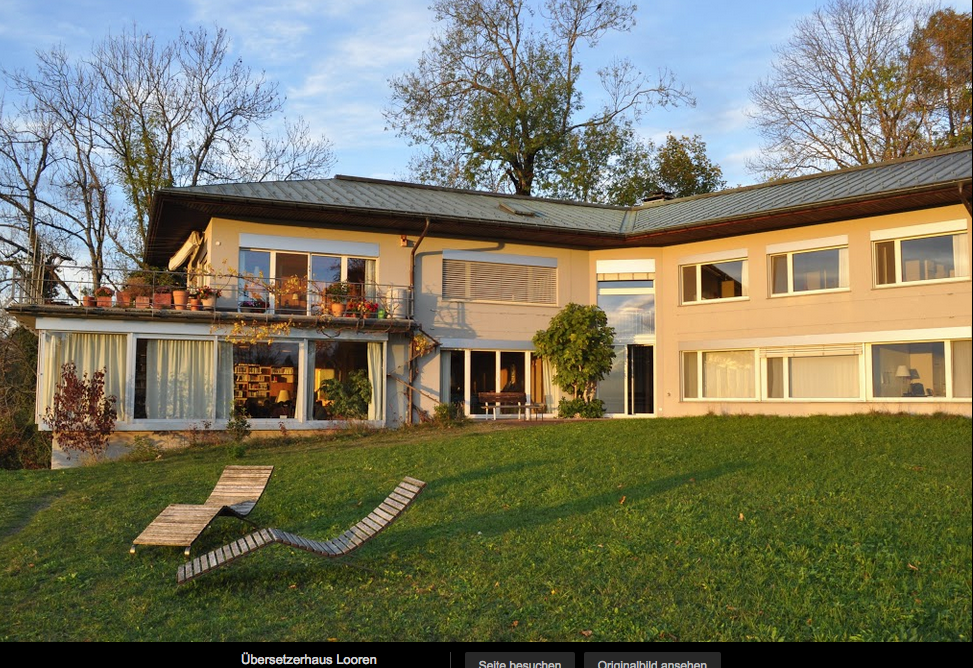
Übersetzerhaus Looren in Wernetshausen (ZH, Schweiz)

Das Übersetzerhaus Looren in Wernetshausen bei Zürich (Schweiz) bietet professionellen Literaturübersetzern aus aller Welt Gelegenheit zu mehrwöchigen Arbeitsaufenthalten. Hier können sie konzentriert am eigenen Übersetzungsprojekt arbeiten und den fachlichen Austausch mit anderen Gästen pflegen.
Es ist die einzige Institution dieser Art in der Schweiz.

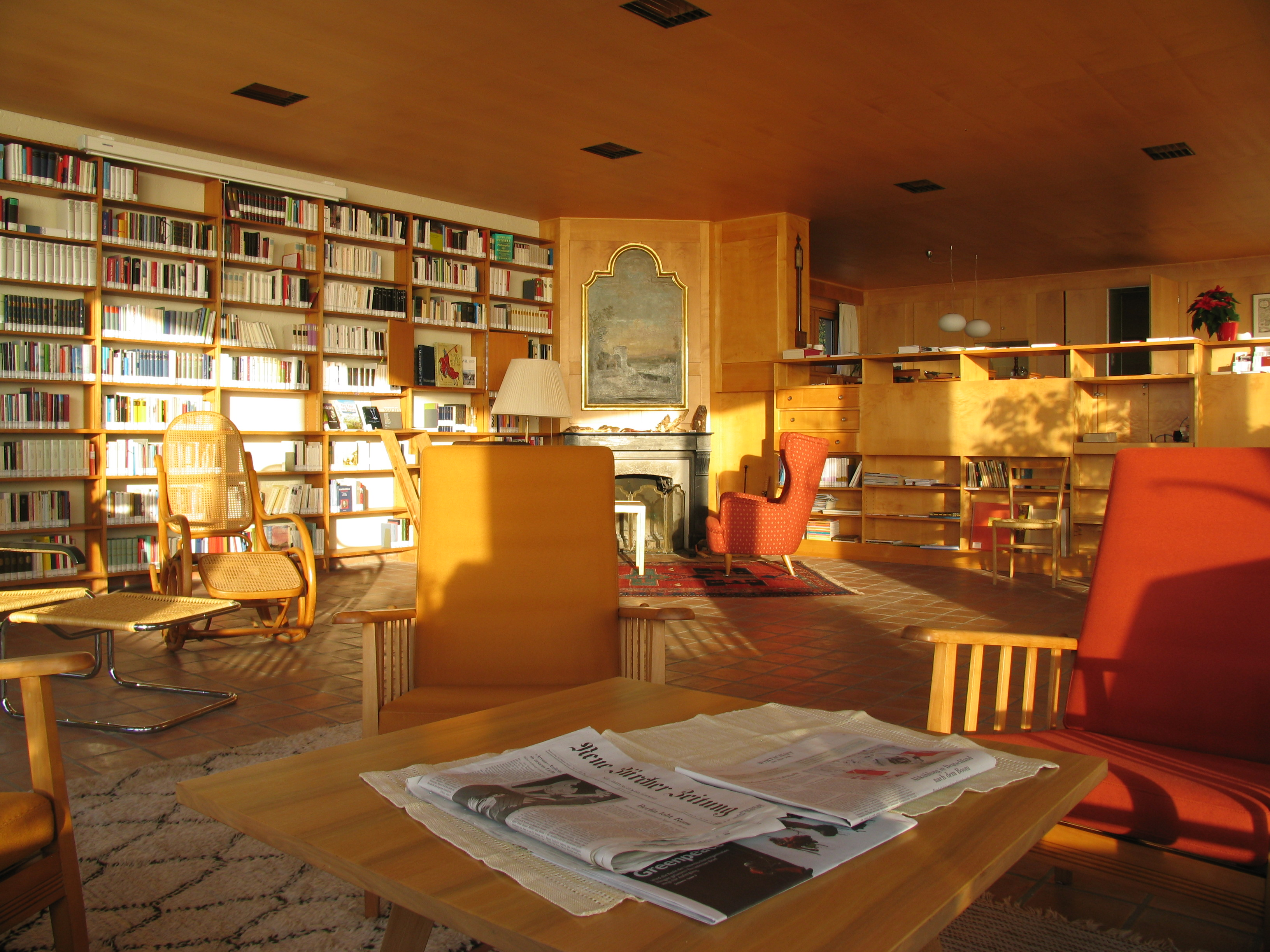
Wohnzimmer Übersetzerhaus Looren

## Haus
Das Übersetzerhaus wurde 2005 gegründet. Es wird vom gleichnamigen Verein als Non-Profit-Organisation betrieben und zu drei Vierteln aus Privatmitteln finanziert. Das Haus verfügt über zehn Gästezimmer mit eigenem Bad, Gemeinschaftsküche, Wohnzimmer, Bibliothek und Garten.

## Tätigkeiten
Das Übersetzerhaus unterstützt die Weiterbildung und Vernetzung von Übersetzern durch Workshops und Tagungen. Mit öffentlichen Lesungen und Diskussionen vermittelt es auch einem breiten Publikum Einblicke in das Metier des literarischen Übersetzens. Viele der Veranstaltungen werden in Zusammenarbeit mit Partner-Institutionen der Region Zürich, der ganzen Schweiz und mit internationalen Kooperationspartnern durchgeführt.
Das Übersetzerhaus Looren ist Mitglied des Verbunds RECIT, des Netzwerks europäischer Übersetzerzentren.

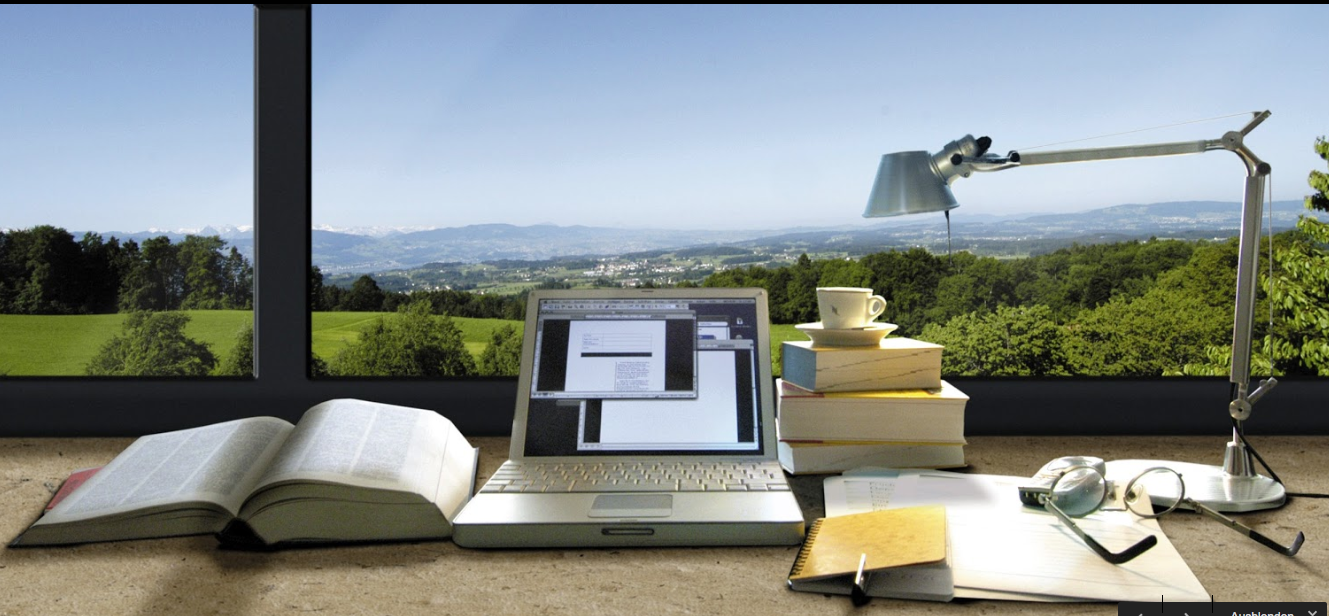
Arbeitsplatz Übersetzerhaus Looren

## Bibliothek
Eine auf die Bedürfnisse von Übersetzern zugeschnittene und über einen Online-Katalog erschlossene Fachbibliothek von derzeit ca. 8000 Titeln wird gepflegt und ausgebaut.

## Auszeichnungen
2012 erhielt das Übersetzerhaus den Preis der Max Geilinger-Stiftung. Die Stiftung zeichnet Personen und Institutionen für ihre Verdienste um den kulturellen Austausch zwischen der Schweiz und dem angelsächsischen Raum aus. Gabriela Stöckli, Leiterin des Übersetzerhauses seit der Gründung 2005, wurde 2024 für ihr "langjähriges, inspirierendes und wirkungsvolles Engagement" zugunsten der Literaturübersetzer mit der Übersetzerbarke des Verbands deutschsprachiger Übersetzer/innen literarischer und wissenschaftlicher Werke (VdÜ) geehrt.

## Medienberichte
- Pressebeiträge zum Übersetzerhaus Looren
- Radio-/TV-Beiträge zum Übersetzerhaus Looren